# Leonard Thompson
Pour les articles homonymes, voir Thompson.
Leonard Thompson (né le 17 juillet 1908 et mort le 20 avril 1935) est la première personne à avoir reçu une injection d'insuline pour le traitement d'un diabète de type 1.

## Diabète
Leonard Thompson est diagnostiqué diabétique de type 1 en 1919. Au moment de sa prise en charge par l'équipe de chercheurs, âgé de 13 ans, il est en soin intensif au Toronto General Hospital, alternant les périodes de coma et de réveil. Il pèse seulement 29 kg.
Le 11 janvier 1922, Léonard Thomson reçoit la première dose d'insuline. Celle-ci, apparemment impure, lui cause une réaction allergique. James Collip poursuit ses essais de purification de l'insuline pancréatique, et un deuxième essai réussit 12 jours plus tard.
Leonard Thompson survit et poursuit un traitement insulinique jusqu'à sa mort. Avant cela, le diabète de type 1 était mortel en quelques mois. Il décède 13 ans plus tard à l'âge de 26 ans, probablement d'une pneumonie. La pneumonie peut avoir été causée par le diabète.